# R U Still Down? (Remember Me)
R U Still Down? (Remember Me) é o sexto álbum de estúdio e o segundo álbum duplo do rapper estadunidense 2Pac, lançado em 25 de novembro de 1997 através da Amaru Entertainment, Interscope Records e Jive Records. É seu segundo lançamento póstumo e seu primeiro álbum a ser lançado sem sua contribuição criativa. O projeto contém material anteriormente descartado do período dos seus álbuns Strictly 4 My N.I.G.G.A.Z. (1993), Thug Life: Volume 1 (1994) e Me Against the World (1995). Ao longo do álbum, 2Pac expressa suas opiniões sobre a vida de uma época anterior ao envolvimento na controversa rivalidade entre a Costa Oeste e a Costa Leste.
Suas letras prenunciam sua morte em faixas como "Open Fire", "Thug Style" e "Only Fear of Death". O álbum gerou dois singles de sucesso, "Do for Love" e "I Wonder If Heaven Got a Ghetto", com o primeiro recebendo o certificado de ouro da Recording Industry Association of America (RIAA). R U Still Down? (Remember Me) vendeu 549.000 cópias em sua primeira semana e liderou a parada de álbuns de R&B e hip-hop dos Estados Unidos durante três semanas.

## Antecedentes
O álbum foi o primeiro a ser lançado pelo selo fonográfico da mãe de 2Pac, a Amaru Entertainment, sendo quase todo integrado por material inédito, gravados entre 1992 e 1994. Dentre as canções que compõem o álbum e já haviam sido lançadas oficialmente estão: "Definition of a Thug Nigga", anteriormente incluída na trilha sonora de Poetic Justice (1993), duas versões de "I Wonder If Heaven's Got a Ghetto", originalmente lançada como lado B do single "Keep Ya Head Up" (1993), "I'm Getting Money", que apesar de tecnicamente inédita, contém as mesmas letras da canção "Str8 Ballin" (1994), e "Nothin' But Love", anteriormente incluída como faixa adicional do single "I Get Around" (1993).
A produção do álbum foi supervisionada pelo(s) misterioso(s) produtor(es), We Got Kidz Productions; produzindo instrumentais inteiramente novos para inúmeras faixas, adicionando nova produção a vários instrumentais originais e atuando como produtor executivo do álbum, ao lado de Afeni Shakur e Lisa Smith-Putnam. Outros produtores contratados para criar novas produções para o álbum foram QDIII, Soulshock & Karlin, Mike Mosley e Ricky Rouse (em parceria com a We Got Kidz Productions).
R U Still Down? era o nome de várias listas de faixas manuscritas que 2Pac havia feito em 1993 e 1994, que continham outtakes e músicas que mais tarde seriam lançadas em Thug Life: Volume 1 (1994) e Me Against the World (1995). A Interscope Records planejou originalmente lançar um álbum com o mesmo nome em dezembro de 1995, durante a prisão de 2Pac. Sem material novo disponível para gravação, assim como R U Still Down? (Remember Me), o álbum contaria com músicas descartadas de seus três álbuns anteriores, Strictly 4 My N.I.G.G.A.Z., Thug Life: Volume 1 e Me Against the World. No entanto, esta versão nunca foi lançada devido à libertação antecipada de 2Pac da prisão, em virtude de assinar com a Death Row Records.
Outras duas canções inéditas gravadas durante esse período da carreira de 2Pac, "Changes" e "God Bless the Dead", foram lançadas no ano seguinte através do coletânea póstuma Greatest Hits (1998). Esse período da carreira de 2Pac permaneceria inexplorado até o lançamento da faixa "Runnin' (Dying to Live)" (2003), presente na trilha sonora Tupac: Ressurection, que foi seguida pelo álbum Loyal to the Game (2004), todas gravados durante o mesmo período.

## Lista de faixas
| R U Still Down? (Remember Me) – Disco um |                                                | |                                                            |         |  |
| N.º                                      | Título                                         | Compositor(es) | Produtor(es)                                               | Duração |  |
| 1.                                       | "Redemption"                                   | Ricky Rouse | We Got Kidz Productions Rouse [a]                          | 1:48    |  |
| 2.                                       | "Open Fire" (part. de Akshun)                  | Tupac Shakur Ronald Williams                                                                                      | Akshun                                                     | 2:52    |  |
| 3.                                       | "R U Still Down? (Remember Me)"                | Shakur Anthony Pizarro Curtis Mayfield                                                                            | Tony Pizarro 2Pac                                          | 4:07    |  |
| 4.                                       | "Hellrazor" (com part. de Stretch e Val Young) | Shakur Randy Walker Quincy Jones III Valaria Young                                                                | QDIII Live Squad [c]                                       | 4:15    |  |
| 5.                                       | "Thug Style"                                   | Shakur Malcolm Greenidge Katari Cox Chris Rosser Conrad Rosser                                                    | We Got Kidz Productions Chris Rosser [c] Conrad Rosser [c] | 4:16    |  |
| 6.                                       | "Where Do We Go from Here" (Interlude)         | Shakur Pizarro George Clinton, Jr. William Collins Gary Cooper                                                    | Pizarro 2Pac                                               | 4:31    |  |
| 7.                                       | "I Wonder If Heaven Got a Ghetto"              | Shakur Larry Goodman Derrick McDowell Roger Troutman Larry Troutman                                               | Soulshock & Karlin Laylaw [c]                              | 4:21    |  |
| 8.                                       | "Nothing to Lose" (com part. de Y?N-Vee)       | Shakur R. Walker Lorenzo Patterson Tracy Curry O'Shea Jackson Clinton, Jr. Collins Bernie Worrell Anthony Wheaton | 2Pac Live Squad                                            | 3:39    |  |
| 9.                                       | "I'm Gettin' Money"                            | Shakur Mike Mosley                                                                                                | Mosley Natures Fynest [a]                                  | 3:32    |  |
| 10.                                      | "Lie to Kick It" (com part. de Richie Rich)    | Shakur Richard Serrell Warren Griffin III Don Blackman                                                            | Warren G                                                   | 3:39    |  |
| 11.                                      | "Fuck All Y'all"                               | Shakur Greenidge Cox                                                                                              | We Got Kidz Productions                                    | 4:32    |  |
| 12.                                      | "Let Them Thangs Go"                           | Shakur Greenidge Cox Clinton, Jr. Collins Worrell                                                                 | We Got Kidz Productions Quimmy Quim [a] DJ Daryl [b]       | 3:33    |  |
| 13.                                      | "Definition of a Thug Nigga"                   | Shakur Griffin III Larry Mizell                                                                                   | 2Pac Warren G                                              | 4:09    |  |
| Duração total:                           | Duração total:                                 | Duração total: | Duração total:                                             | 41:13   |  |

| R U Still Down? (Remember Me) – Disco dois |                                                                          | |                                        |         |  |
| N.º                                        | Título                                                                   | Compositor(es) | Produtor(es)                           | Duração |  |
| 1.                                         | "Ready 4 Whatever" (com part. de Big Syke)                               | Shakur Tyruss Himes Gil Scott-Heron Johnny Jackson | Johnny "J"                             | 4:05    |  |
| 2.                                         | "When I Get Free"                                                        | Shakur Greenidge Cox Rouse | We Got Kidz Productions Rouse [a]      | 4:46    |  |
| 3.                                         | "Hold On, Be Strong" (com part. de Stretch)                              | Shakur Vance Branch Philip Bailey Al McKay Steve Beckmeier | Choo                                   | 4:11    |  |
| 4.                                         | "I'm Losin' It" (com part. de Big Syke e Spice 1)                        | Shakur Himes Pizarro Robert Green Maurice Harding | Pizarro Def Jef [a] Levant Marcus [a]  | 3:55    |  |
| 5.                                         | "Fake Ass Bitches"                                                       | Shakur J. Jackson | Johnny "J" We Got Kidz Productions [b] | 3:10    |  |
| 6.                                         | "Do for Love" (com part. de Eric Williams do Blackstreet)                | Shakur Carsten Schack Kenneth Karlin Robert Caldwell Alfons Kettner                                                                                           | Soulshock & Karlin                     | 4:42    |  |
| 7.                                         | "Enemies with Me" (com part. de Dramacydal)                              | Shakur Greenidge Cox Yafeu Fula Mutah Beale R. Walker Christopher Walker David Spradley Steve Arrington Garry Shider Roger Parker Charles Carter Clinton, Jr. | We Got Kidz Productions Live Squad [c] | 4:15    |  |
| 8.                                         | "Nothin' Vut Love" (com part. de Dave Hollister)                         | Shakur Daryl Anderson Marvin Craig Mark Adam Wood, Jr. | DJ Daryl 2Pac                          | 4:28    |  |
| 9.                                         | "16 on Death Row"                                                        | Shakur | Shakur We Got Kidz Productions [b]     | 5:42    |  |
| 10.                                        | "I Wonder If Heaven Got a Ghetto" (Hip-Hop Version) (com part. de Maxee) | Shakur Goodman McDowell R. Troutman L. Troutman Larry Blackmon                                                                                                | Soulshock & Karlin                     | 4:40    |  |
| 11.                                        | "When I Get Free II" (com part. de Yaki Kadafi)                          | Shakur Chris Rosser Conrad Rosser Stanley Clarke | Chris Rosser Conrad Rosser             | 3:22    |  |
| 12.                                        | "Black Starry Night" (Interlude)                                         | Shakur Anderson R. Troutman L. Troutman | DJ Daryl                               | 0:48    |  |
| 13.                                        | "Only Fear of Death"                                                     | Shakur R. Walker Diron Rivers Himes Walter Burns Harding Clinton, Jr Collins Worrell                                                                          | Live Squad                             | 5:09    |  |
| Duração total:                             | Duração total:                                                           | Duração total: | Duração total:                         | 48:45   |  |

#### Créditos desamples
- "Definition of a Thug Nigga" contém samples de "Brother's Gonna Work It Out" (1973) de Willie Hutch, "Ashley's Roachclip" (1974) de The Soul Searchers, "Wind Parade" (1975) de Donald Byrd,  "Nuthin But a 'G' Thang (Freestyle Remix)" (1993) de Snoop Doggy Dogg e Dr. Dre e "Jingle Bells" (1857) de James Pierpont.
- "Ready 4 Whatever" contém um sample de "1980" (1980) de Gil Scott-Heron e Brian Jackson.
- "R U Still Down? (Remember Me)" contém um sample de "He's a Fly Guy" (1988) de Curtis Mayfield.
- "Hellrazor" contém um sample de "Free 'Em All" (1997) de J-Flexx.
- "Do for Love" contém um sample de "What You Won't Do for Love" (1978) de Bobby Caldwell.
- "Fuck All Y'all" contém um sample de "Street Life" (1993) de Geto Boys.
- "I Wonder If Heaven Got a Ghetto" e "Black Starry Night (Interlude)" contêm um sample de "Do It Roger" (1981) de Roger.
- "I Wonder If Heaven Got a Ghetto (Hip-Hop Version)" contém um sample de "Two of Us" (1978) de Cameo.
- "Let Them Thangs Go" contém um sample de "Flash Light" (1977) de Parliament.
- "Nothin' But Love" contém um sample de "Something About That Woman" (1982) de Lakeside.
- "Nothing to Lose" contém samples de "The Grand Finale" (1989) de The D.O.C., "Us" (1991) de Ice Cube e "I Wanna Hold On to You" (1993) de Mica Paris.
- "When I Get Free II" contém samples de "Synthetic Substitution" (1973) de Melvin Bliss e "Concerto for Jazz/Rock Orchestra, Part I" (1975) de Stanley Clarke.
- "Where We Do We Go from Here" contém um sample de "May the Force Be with You" (1978) de Bootsy's Rubber Band.
- "Lie to Kick It" contém samples de "Funky President (People It's Bad)" (1974) de James Brown e "Haboglabotribin" (1981) de Bernard Wright.
- "Only Fear of Death" contém um sample de "Hihache" (1973) de Lafayette Afro Rock Band.

## Faixas não utilizadas
- "Scared Straight (Mike Mosley Remix)"
- "Wonder If Heaven Got A Ghetto (Mike Mosley Remix)"
- "Thugz Get Lonely Too Feat Tech N9ne

## Paradas musicais
| Parada Musical         | Melhor Posição |
| ---------------------- | -------------- |
| Australian Charts      | #50            |
| Austrian Charts        | #23            |
| Billboard 200          | #2             |
| Canadian Charts        | #12            |
| Deutsch Charts         | #25            |
| Dutch Charts           | #29            |
| French Charts          | #52            |
| New Zealand Charts     | #20            |
| Top R&B/Hip Hop Albums | #1             |
| Swedish Chart          | #41            |
| UK Albums Chart        | #44            |

## Singles
| Informação do single                                            |
| --------------------------------------------------------------- |
| "I Wonder If Heaven Got a Ghetto" - Lançado: 1997 - Lado-B: N/A |
| "Do For Love" - Lançado: 1997 - Lado-B: N/A                     |

## Amostras de letra usada
- "I Wonder If Heaven Got a Ghetto"
- "Black President" por Nas do álbum Untitled